# Edgar Cairo

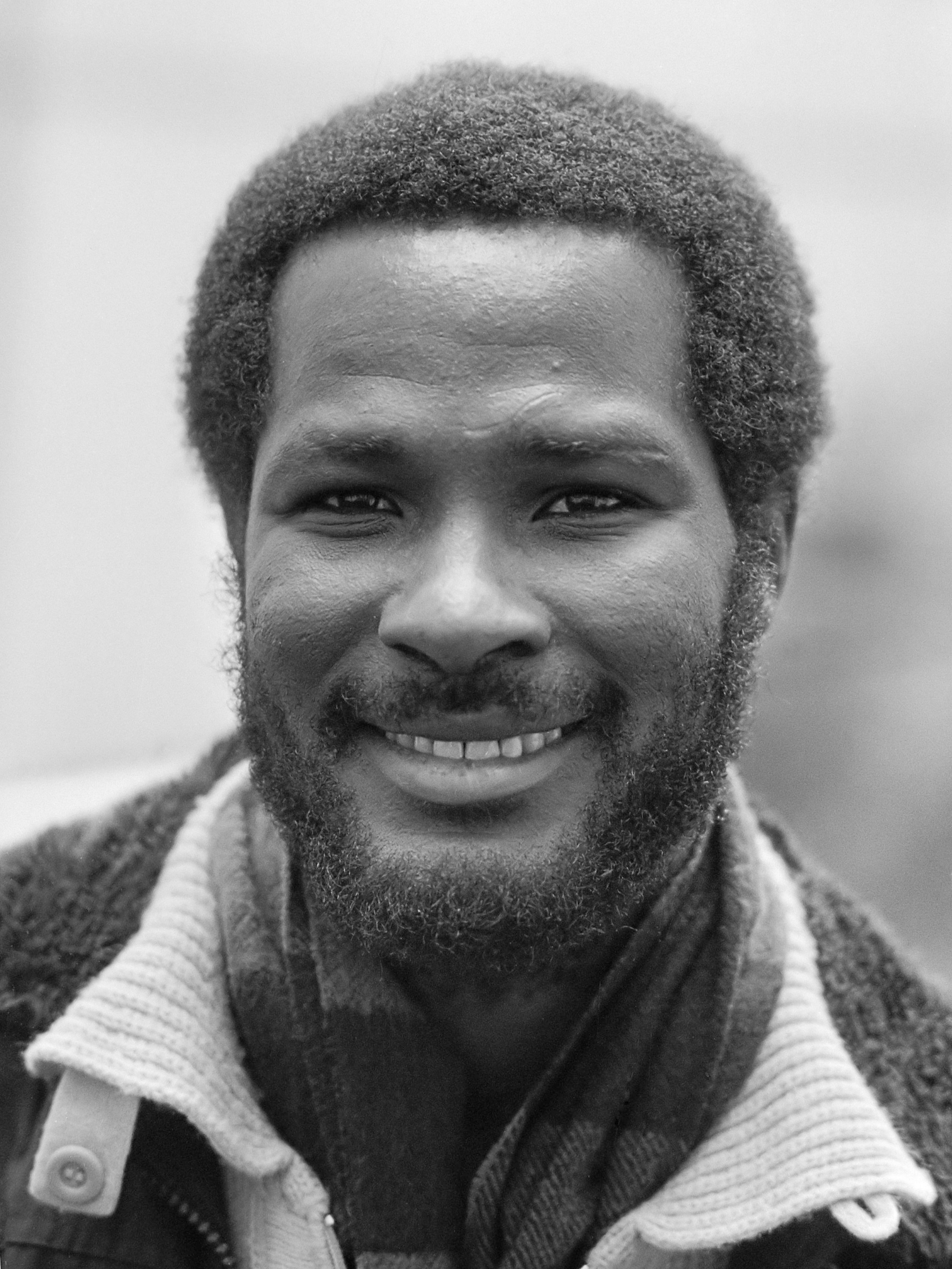
Edgar Cairo (1982)

Edgar Eduard Cairo (Paramaribo, 7 de mayo de 1948-Ámsterdam, 16 de noviembre de 2000) fue un escritor de Surinam.

## Biografía
Cairo nació en Paramaribo, Surinam. Sus padres eran originarios de una antigua plantación en el distrito de Para. Concurrió a la escuela primaria junto con sus hermanos, y obtuvo su diploma de enseñanza Secundaria (AMS). En 1968 se trasladó a Ámsterdam donde estudió neerlandées y teoría literaria. 
En su último libro es evidente que sufría de una psicosis severa. En 1988 publicó un aviso en un periódico proclamando que Jesús estaba de regreso en la Tierra. Edgar Cairo, el hijo de Dios, habla todas las lenguas con la voz de Yahweh y realiza grandes milagros. 
El 16 de noviembre de 2000 Cairo fue encontrado muerto en su hogar en East Amsterdam. 

## Obras
Cairo debuta en 1969 con "Temekoe", una novela fuertemente autobiográfica en sranan tongo sobre la relación padre-hijo, posteriormente reescrita en neerlandés de Surinam como "Temekoe/Kopzorg" (1979) y nuevamente en neerlandés clásico como "Kopzorg" (1988). En muchas de sus obras escribe en neerlandés de Surinam, al cual enriquece con numeroso léxico de su autoría "Cairojaans". En este aspecto en especial fue criticado en alguna medida en Surinam. En Surinam, su libro más leído es "Kollektieve schuld" (Culpa colectiva) (1976) sobre peligros winti que amenazan a una familia. 
Cairo fue muy influido por tradiciones orales de negros urbanos y de Paramaribo y él mismo fue un famoso contador de historias. Publicó en total diez volúmenes de poesía, siete obras de teatro, una docena de novelas, dos columnas con recopilaciones de historias y ensayos. Toda su obra trata sobre las distintas facetas del hombre de color. Gran parte de su inspiración provenía del entorno en el que habitaba, los barrios pobres de Surinam. Algunos de sus libros se encuentran escritos en dialecto de Surinam, tal como "Adoebe Lobi / Alles tegen alles "(1977), sobre la lucha de un estudiante con ambición que debe atravesar diversos entornos sociales, y "Mi boto doro/Droomboot havenloos" (1980), sobre el "hosselproblemen" e ideales de unos jóvenes que poseen un colectivo. Otras obras están ambientadas en el Caribe, como por ejemplo la pieza "Dagrati! Dagrati!/Verovering van De Dageraat" (1980) sobre un alzamiento de esclavos en Guyana en 1763. Y otras en los Países Bajos, tal como la novela sobre los Asesinatos de Diciembre, "De smaak van Sranan Libre", y el drama real "Het koninkrijk IJmond/ Ba Kuku Ba Buba"  (1985). Sus poesías en sranan de Surinam y neerlandés fueron recopiladas, ordenadas y traducidas en  "Lelu! Lelu! Het lied der vervreemding" (Lelu! Lelu! La canción de la alienación) (1983) con una introducción extensa aunque de calidad mediocre. Sus primeras columnas publicadas en "Volkskrant" fueron compiladas en "Ik ga dood om jullie hoofd"(1980). 